# Réginald Storms
Réginald Frédéric Beaufoy Storms (Oorbeek, Tienen, Brabant Flamenc, 13 de setembre de 1880 – ?) va ser un tirador i tennista belga que va competir a començaments del segle xx.
El 1908 va prendre part en els Jocs Olímpics de Londres, on disputà dues proves del programa de tir. En ambdues, Pistola lliure per equips i pistola individual, guanyà la medalla de plata.